# Liste des métropoles du Dakota du Nord
Cet article donne une Liste des métropoles du Dakota du Nord aux États-Unis.
Une région (ou aire) métropolitaine aux États-Unis se définit par une approche fonctionnelle et non comme en Europe par une approche historique. Elle consiste en un noyau de comtés urbanisés auquel sont rattachés d'autres comtés contigus sur des critères basés sur le degré d'intégration économique et social (la région métropolitaine prend le nom de la ou des villes les plus importantes incluses dans ce noyau).
| Rang | Métropole                          | Population recensement 2010 | Aires concernées                                                            |
| ---- | ---------------------------------- | --------------------------- | --------------------------------------------------------------------------- |
| 1    | Fargo–Moorhead                     | 208 777                     | Au Dakota du Nord : le comté de Cass Au Minnesota : le comté de Clay        |
| 2    | Aire métropolitaine de Bismarck    | 108 779                     | Au Dakota du Nord : les comtés de Burleigh et de Morton                     |
| 1    | Aire métropolitaine de Grand Forks | 98 461                      | Au Dakota du Nord : le comté de Grand Forks Au Minnesota : le comté de Polk |